# Mellingeholm
Mellingeholm var en herrgård och fideikommiss i Frötuna socken (nuvarande Norrtälje kommun), Stockholms län. 
Herrgården låg vid sjön Limmaren, omkring 4 km söder om Norrtälje.
Godset bildades 1645 genom köp från kronan av riksskattmästaren Gabriel Bengtsson Oxenstierna, kom genom hans dotters gifte till fältmarskalken Kristofer von Dohna, som gjorde det till säteri, och därefter till dennes måg överste G. M. Lewenhaupt. Omkring 1730 kom det till ätten Bonde af Björnö, med vilket gods det var förenat 90 år.
Under 1800-talet tillhörde Mellingeholm generalmajoren friherre G.A. Hjerta, som på 1820-talet uppförde huvudbyggnaden av trä och 1844 sålde det till Fredrika Vilhelmina Croneborg, född von Plomgren, som gjorde det tillsammans med Vrå gård till fideikommiss. Genom hennes dotter kom det till hovjägmästaren F.A. Schürer von Waldheim, vars son senare blev innehavare. Fideikommisset avvecklades då kaptenen Per Vilhelm Fredrik Schürer von Waldheim sålde Mellingeholm 1930. Norrtälje stad köpte godset 1946, och 1954 övertog Roslagens luftvärnsregemente området för att användas som övningsfält. De flesta byggnaderna tillhörande herrgården revs sedan. Huvudbyggnaden revs 1963. Lv 3 avvecklades 2000, därefter fanns Mellingeholms skjutfält kvar militärens regi ytterligare ett par år. I områdets norra del finns Mellingeholms sportflygfält.